# Take Off Your Pants and Jacket
Take Off Your Pants and Jacket – czwarty album studyjny zespołu Blink-182. Wydany został 12 czerwca 2001 przez MCA Records. 
Limitowana liczba egzemplarzy albumu została wydana w trzech edycjach: "Take Off" (czerwona), "Your Pants" (żółta) i "Jacket" (zielona), przy czym każda z nich zawierała dwie różne ukryte piosenki. Wkrótce po wydaniu płyty gitarzysta Tom Delonge i perkusista Travis Barker, razem z Davidem Kennedym i Anthonym Celestino stworzyli zespół Box Car Racer z którym nagrali album o tej samej nazwie.
Tytuł płyty - Take Off Your Pants And Jacket może być też czytany jako Take Off Your Pants And Jack It, co w tłumaczeniu ma podtekst masturbacyjny.
Album okazał się ogromnym sukcesem. Zadebiutował na 1. miejscu listy Billboard 200 ze sprzedażą ponad 350.000 egzemplarzy w pierwszym tygodniu. Album sprzedał się w 14.000.000 nakładzie płyt na całym świecie, podczas gdy pokrył się podwójną platyną w Stanach Zjednoczonych.

## Lista utworów
1. "Anthem, Pt. 2"
2. "Online Songs"
3. "First Date"
4. "Happy Holidays You Bastard"
5. "Story Of A Lonely Guy"
6. "The Rock Show"
7. "Stay Together For The Kids"
8. "Roller Coaster"
9. "Reckless Abandon"
10. "Everytime I Look For You"
11. "Give Me One Good Reason"
12. "Shut Up"
13. "Please Take Me Home"

### Dodatki
- Wersja czerwona ("Take Off"):
  - "Time to Break Up" – 3:05
  - "Mother's Day" – 1:37
- Wersja żółta ("Your Pants") :
  - "What Went Wrong" – 3:13
  - "I Wanna Fuck a Dog in the Ass" –1:27
- Wersja zielona ("Jacket"):
  - "Don't Tell Me It's Over" – 2:33
  - "When You Fucked Grandpa" – 1:39

## Single
- "The Rock Show"
- "First Date"
- "Stay Together for the Kids"